# Jean Vuillermoz
Jean Vuillermoz (* 29. Dezember 1906 in Monaco; † 21. Juni 1940 bei Drachenbronn-Birlenbach) war ein französischer Komponist.

## Leben
Der Sohn des Hornisten Louis-Edouard Vuillermoz studierte ab 1925 am Pariser Konservatorium bei Henri Busser und Henri Rabaud. 1932 gewann er mit der Kantate Le Pardon den Zweiten Second Grand Prix de Rome.
Er zählte zu den Organisatoren der 1935 veranstalteten Fêtes du Peuple, arbeitete für den Rundfunk und gründete 1938 in Paris einen Universitätschor. 1939 wurde er zum Militärdienst einberufen und fiel am 21. Juni 1940 bei einem Patrouillengang an der Maginotlinie bei Drachenbronn.

## Werke
- Triptyque für Orchester, UA 1932
- Concerto für Horn und Orchester, UA 1934
- Veglione, Ballett, 1937
- Concerto für Violoncello und Orchester
- Deux chants du XVIe siècle für gemischten Chor
- Trois chants de la Renaissance für Männerstimmen und Orchester
- Promenade zoologique für Kammerorchester

## Quelle
1. ↑  Lebenslauf auf der Website des Prix de Rome, musimem.com (abgerufen am 17. Mai 2019)

| Personendaten    | Personendaten           |
| ---------------- | ----------------------- |
| NAME             | Vuillermoz, Jean        |
| KURZBESCHREIBUNG | französischer Komponist |
| GEBURTSDATUM     | 29. Dezember 1906       |
| GEBURTSORT       | Monaco                  |
| STERBEDATUM      | 21. Juni 1940           |
| STERBEORT        | Drachenbronn-Birlenbach |